# Liste der Kulturdenkmäler in Heckenmünster
In der Liste der Kulturdenkmäler in Heckenmünster sind alle Kulturdenkmäler der rheinland-pfälzischen Ortsgemeinde Heckenmünster aufgeführt. Grundlage ist die Denkmalliste des Landes Rheinland-Pfalz (Stand: 10. August 2023).

## Einzeldenkmäler
| Bezeichnung                         | Lage                                              | Baujahr                  | Beschreibung                                                                                           | Bild                           |
| ----------------------------------- | ------------------------------------------------- | ------------------------ | --- | ------------------------------ |
| Hofanlage                           | Am Bendersbach 21 Lage                            | 1776                     | Streckhof, bezeichnet 1776, Wirtschaftsteil wohl erweitert                                             | Fotos hochladen                |
| Katholische Pfarrkirche Heiligkreuz | Kirchstraße 4 Lage                                | 1744                     | dreiachsiger Saalbau, 1744                                                                             | weitere Bilder Fotos hochladen |
| Bildstock                           | Kirchstraße, bei Nr. 4 auf dem Friedhof Lage      | 1718                     | Kreuzigungsbildstock als Friedhofskreuz, bezeichnet 1718                                               | Fotos hochladen                |
| Kriegerdenkmal                      | Kirchstraße, bei Nr. 4 Lage                       | 1920er oder 1930er Jahre | Kriegerdenkmal 1914/18                                                                                 | Fotos hochladen                |
| Wegekreuz                           | Viktoriaweg Lage                                  | 1685                     | Balkenkreuz, Rotsandstein, bezeichnet 1685                                                             | Fotos hochladen                |
| Kalbergerhof                        | südöstlich des Ortes Lage                         | 1845–48                  | Streckhof, Wohnhaus mit Krüppelwalmdach und Stall, 1845–48; durch moderne Wirtschaftsgebäude erweitert | Fotos hochladen                |
| Wegekreuz                           | südöstlich des Ortes am Weg zum Kalbergerhof Lage | 16. oder 17. Jahrhundert | Nischenkreuz, grauer Sandstein, 16. oder 17. Jahrhundert                                               | Fotos hochladen                |

## Ehemalige Kulturdenkmäler
| Bezeichnung        | Lage                                  | Baujahr                            | Beschreibung | Bild |
| ------------------ | ------------------------------------- | ---------------------------------- | --- | ---- |
| Wirtschaftsgebäude | Am Bendersbach, Ecke Kirchstraße Lage | spätes 17. Jahrhundert             | ehemaliges Backhaus (?), im Kern eventuell noch aus dem 17. Jahrhundert; abgebrochen und aus Denkmalliste gelöscht | BW   |
| Quereinhaus        | Viktoriaweg 2 Lage                    | zweite Hälfte des 18. Jahrhunderts | stattliches Quereinhaus, zweite Hälfte des 18. Jahrhunderts; zwischen 2008 und 2014 abgebrochen                    | BW   |